# Контрольная марка

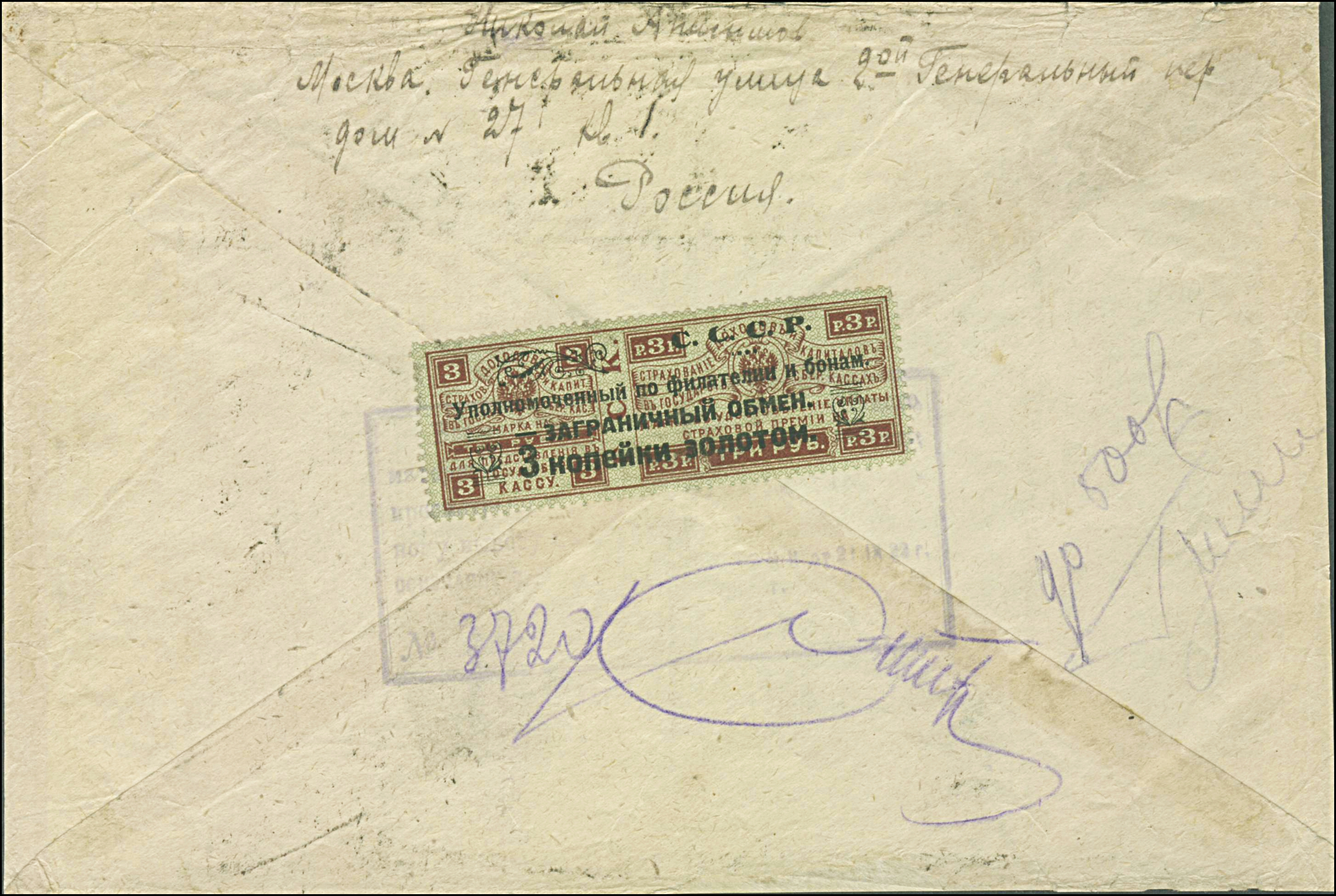
на конверте, отправленном в 1924 году из Москвы в Чехословакию

Контро́льная ма́рка — непочтовая марка, служащая для подтверждения мер контроля за определёнными почтовыми отправлениями или подтверждения определённых льгот.

## Описание
В эту группу входят контрольные марки для посылок, марки контрольного сбора по заграничному обмену и другие.
Часто вместо контрольных марок применялись различные контрольные ярлыки.
Кроме почтовых марок, контрольными марками также называются специальные непочтовые марки, выпускавшиеся в разных государствах и применявшиеся финансовыми учреждениями для контроля денежных сумм.

## Примеры некоторых стран

### Австрия
В Австрии в 1919—1921 годах были в обращении контрольные марки для посылок, предназначенные для осуществления контроля над продовольственными посылками в Тироле. Эти выпущенные по указанию Тирольского земельного правительства марки наклеиваливись на прошедшие контрольный осмотр посылки.

### Российская империя
В Российской империи такие контрольные марки непочтового характера были выпущены в 1900-х годах и наклеивались в сберегательные книжки вкладчиков с целью подтверждения суммы внесённого вклада. Номинал таких контрольных марок был 25 и 50 копеек, 1, 3, 5, 10, 25 и 100 рублей.

Контрольные сберегательные марки Российской империи (1900)
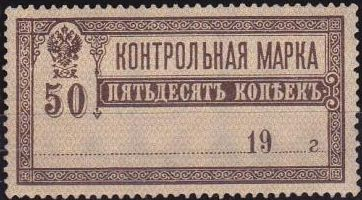
50 копеек
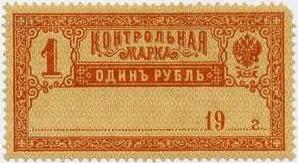
1 рубль
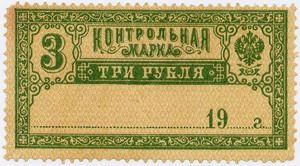
3 рубля
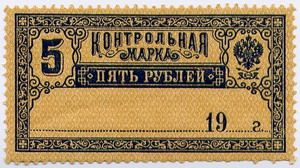
5 рублей

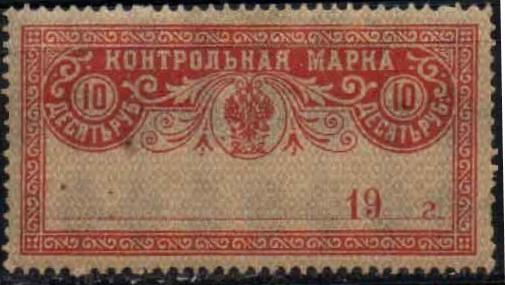
10 рублей
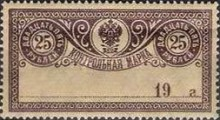
25 рублей
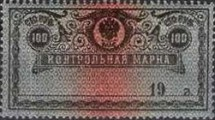
100 рублей

### РСФСР
В 1918—1921 годах из-за нехватки почтовых марок по указанию Наркомпочтеля контрольные марки Российской империи использовались в функции почтовых марок.

Почтовое обращение контрольных сберегательных марок Российской империи в РСФСР (1918)
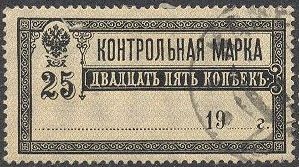
25 копеек
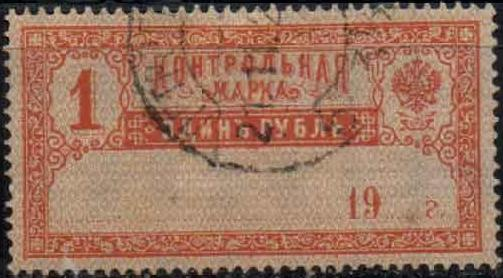
1 рубль
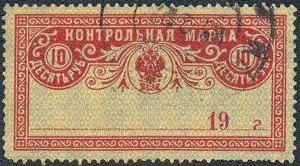
10 рублей
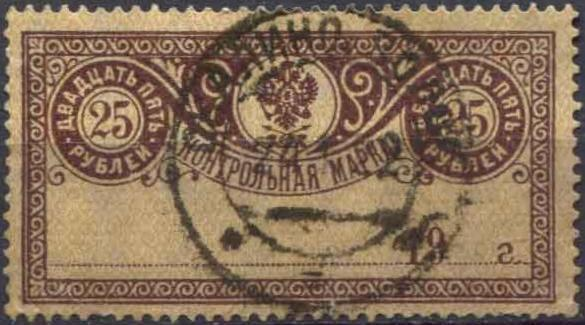
25 рублей
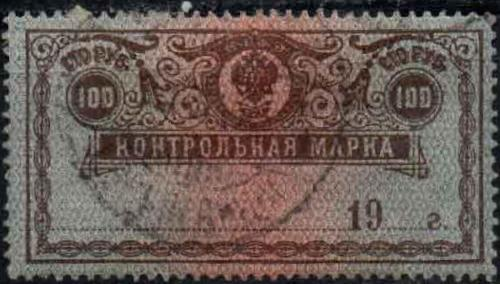
100 рублей

### СССР
В Советском Союзе в 1922—1938 годах использовались марки контрольного сбора по заграничному филателистическому обмену[≡].